# Gridonia Gonzaga
Gridonia Gonzaga (Castiglione delle Stiviere, 30 settembre 1592 – Castiglione delle Stiviere, 17 luglio 1650) è stata una religiosa italiana, fondatrice della congregazione delle Vergini di Gesù di Castiglione.

## Biografia

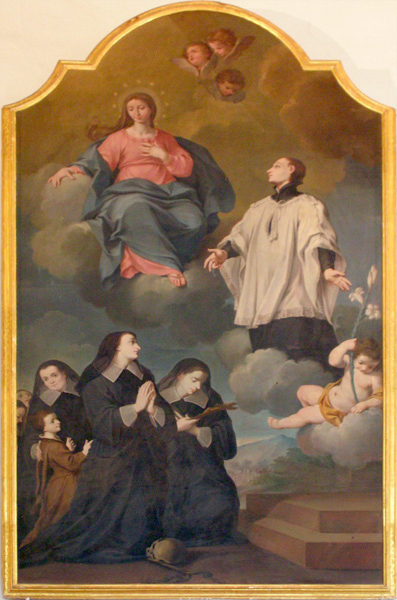
Castiglione delle Stiviere, Basilica di San Luigi. San Luigi presenta alla Vergine le tre nipoti Cinzia, Olimpia e Gridonia

Era figlia di Rodolfo, marchese di Castiglione delle Stiviere, e di Elena Aliprandi, figlia di Giovanni Antonio, ricco banchiere al servizio dei Gonzaga.
A seguito dell'assassinio del padre Rodolfo, avvenuto il 3 gennaio 1593 sulla porta della chiesa prepositurale di Sant'Erasmo a Castel Goffredo alla quale assistette la sorella Cinzia e la madre Elena, quest'ultima nel maggio 1596 si trasferì a Borgoforte con le tre figlie Cinzia, Olimpia e Gridonia e sposò il nobile Claudio I Gonzaga, con il quale ebbe in seguito quattro figli maschi e due femmine.
Nel 1602 Olimpia fece ritorno a Castiglione assieme alle sorelle e furono affidate alle cure dello zio Francesco Gonzaga, succeduto a Rodolfo e nominato tutore delle nipoti dall'imperatore.
Trascorse alcuni anni della sua vita nel monastero di San Giovanni a Mantova.

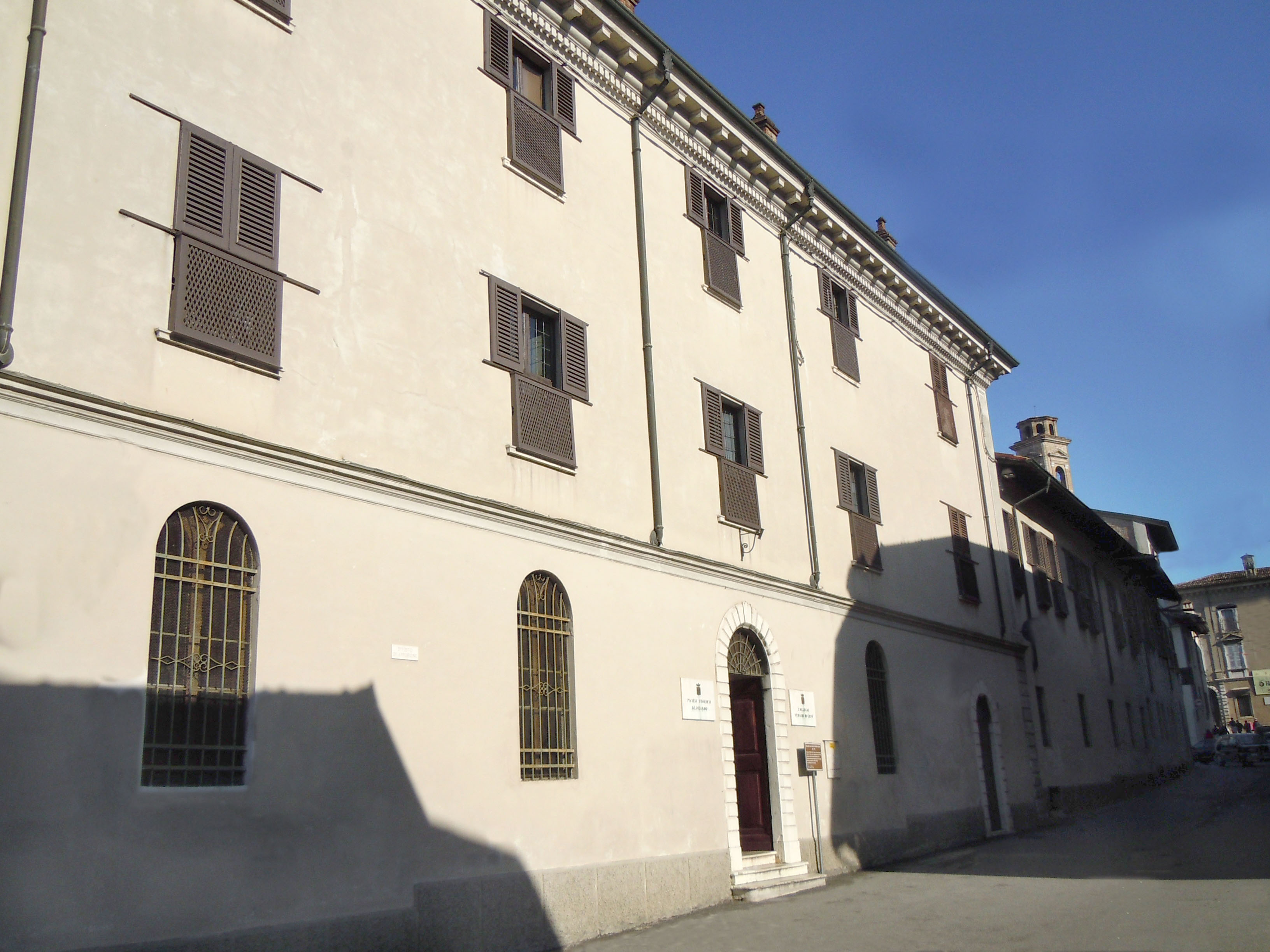
Castiglione delle Stiviere, il collegio delle Nobili Vergini di Gesù

Padre Virgilio Cepari (1563-1631), gesuita e compagno di studi dello zio Luigi Gonzaga, confessore di Cinzia Gonzaga, le consigliò di fondare un collegio femminile religioso (denominato "delle Vergini di Gesù") sul modello di quello di Hall in Tirol presso Innsbruck. Durante il soggiorno a Roma Cinzia, prima di fare ritorno a Castiglione, sottopose il suo progetto nell'udienza del papa Paolo V nel 1607 ricevendone la sua approvazione e coinvolgendo anche le altre due sorelle Olimpia e Gridonia.
Il collegio femminile venne aperto in casa Aliprandi (appartenente alla famiglia della madre Elena Aliprandi) con altre sette giovani il 21 giugno 1608 (festa di san Luigi) e la cerimonia si svolse nella basilica di San Sebastiano. L'istituzione venne approvata civilmente dal marchese Francesco il 27 settembre successivo.
Scopo principale del collegio era impartire un'educazione a giovani provenienti da buona famiglia, le quali, con la dote donata al collegio, contribuivano al sostentamento dello stesso.
Le appartenenti alla compagnia, giovani nobili o provenienti da famiglie distinte, non erano religiose nel senso canonico del termine: emettevano solo il voto di castità, il giuramento di perseveranza e la promessa di obbedienza alla superiora della casa (che portava il titolo di prelata), che divenne per prima Cinzia Gonzaga.
A guidare spiritualmente il collegio fu chiamato padre Virgilio Cepari.
Dal 1628 al 1630 e quindi fino al 1635 fu Reggente il Principato di Castiglione per conto del nipote Luigi I Gonzaga; dal 1630 al 1639 fu anche Reggente il Marchesato di Solferino per conto di Carlo Gonzaga.
Nel 1630 Gridonia venne colpita dal morbo della peste ma sopravvisse.
Morì a Castiglione il 17 luglio 1650 e il suo corpo fu posto in una teca di vetro tuttora conservata insieme a quelli delle due sorelle nella basilica di San Luigi.

## Ascendenza
|                            |   |                     | Genitori                |  |  | Nonni |  |  | Bisnonni        |  |  | Trisnonni       |  |
|                            |   |                     |                         |  |  |       |  |  | Aloisio Gonzaga |  |  | Rodolfo Gonzaga |  |
|                            |   |                     |                         |  |  |       |  |  | Aloisio Gonzaga |  |  | Rodolfo Gonzaga |  |
|                            |   | Caterina Pico       |                         |  |  |       |  |  | Aloisio Gonzaga |  |  |                 |  |
| Ferrante Gonzaga           |   |                     |                         |  |  |       |  |  | Aloisio Gonzaga |  |  |                 |  |
|                            |   | Caterina Anguissola | Gian Giacomo Anguissola |  |  |       |  |  |                 |  |  |                 |  |
|                            |   | Caterina Anguissola | Gian Giacomo Anguissola |  |  |       |  |  |                 |  |  |                 |  |
|                            |   | Caterina Anguissola | Angela Radini Tedeschi  |  |  |       |  |  |                 |  |  |                 |  |
| Rodolfo Gonzaga            |   | Caterina Anguissola |                         |  |  |       |  |  |                 |  |  |                 |  |
|                            |   | Baldassarre Tana    | …                       |  |  |       |  |  |                 |  |  |                 |  |
|                            |   | Baldassarre Tana    | …                       |  |  |       |  |  |                 |  |  |                 |  |
|                            |   | Baldassarre Tana    | …                       |  |  |       |  |  |                 |  |  |                 |  |
| Marta Tana                 |   | Baldassarre Tana    |                         |  |  |       |  |  |                 |  |  |                 |  |
|                            |   | Anna Della Rovere   | …                       |  |  |       |  |  |                 |  |  |                 |  |
|                            |   | Anna Della Rovere   | …                       |  |  |       |  |  |                 |  |  |                 |  |
|                            |   | Anna Della Rovere   | …                       |  |  |       |  |  |                 |  |  |                 |  |
| Gridonia Gonzaga           |   | Anna Della Rovere   |                         |  |  |       |  |  |                 |  |  |                 |  |
|                            | … | …                   |                         |  |  |       |  |  |                 |  |  |                 |  |
|                            | … | …                   |                         |  |  |       |  |  |                 |  |  |                 |  |
|                            | … | …                   |                         |  |  |       |  |  |                 |  |  |                 |  |
| Giovanni Antonio Aliprandi | … |                     |                         |  |  |       |  |  |                 |  |  |                 |  |
|                            |   | …                   | …                       |  |  |       |  |  |                 |  |  |                 |  |
|                            |   | …                   | …                       |  |  |       |  |  |                 |  |  |                 |  |
|                            |   | …                   | …                       |  |  |       |  |  |                 |  |  |                 |  |
| Elena Aliprandi            |   | …                   |                         |  |  |       |  |  |                 |  |  |                 |  |
|                            |   | …                   | …                       |  |  |       |  |  |                 |  |  |                 |  |
|                            |   | …                   | …                       |  |  |       |  |  |                 |  |  |                 |  |
|                            |   | …                   | …                       |  |  |       |  |  |                 |  |  |                 |  |
| Camilla Pavesi             |   | …                   |                         |  |  |       |  |  |                 |  |  |                 |  |
|                            |   | …                   | …                       |  |  |       |  |  |                 |  |  |                 |  |
|                            |   | …                   | …                       |  |  |       |  |  |                 |  |  |                 |  |
|                            |   | …                   | …                       |  |  |       |  |  |                 |  |  |                 |  |
|                            |   | …                   |                         |  |  |       |  |  |                 |  |  |                 |  |